# 10 Things I Hate About You (film)
10 Things I Hate About You is een Amerikaanse film uit 1999 van Gil Junger. Karen McCullah Lutz en Kirsten Smith schreven het script dat is gebaseerd op het toneelstuk van William Shakespeare: The Taming of the Shrew. De hoofdrollen zijn voor Julia Stiles en Heath Ledger.
De film won twee prijzen en kreeg zes nominaties. In de Verenigde Staten had de film een opbrengst van $38.178.166. De opbrengsten in het buitenland bedroegen $15.300.000 waarmee de film wereldwijd $53.478.166 heeft opgebracht.

## Verhaal
Bianca en Katarina (Kat) zijn twee zussen; de ene is het populairste meisje van de school, de andere het meest gevreesde.
Als Cameron, een nieuwkomer in de school, Bianca voor de eerste maal ziet, valt hij compleet voor haar. Hij wil met haar uit en naar het schoolbal, maar omdat Bianca's vader, een verlosdeskundige van beroep, erg bang is dat zijn dochters zwanger raken, verzint hij een regel. Bianca mag niet uit zolang Katarina niet uitgaat luidt het. Omdat Katarina hier geen interesse in heeft, kan Bianca ook niet uitgaan, hoewel zij dit wel graag wil.
Met een trucje proberen Cameron en zijn maatje Michael een deal met de populaire Joey Donner die student Patrick Verona kan omkopen om Kat mee uit te nemen. Ze kiezen Patrick, omdat ze allemaal denken dat hij de enige is die Kat aan zou kunnen en hij ook een slechte reputatie heeft. Zo kan Bianca met Cameron uit, wat haar vader een enorme ramp vindt maar wat ook Joey niet had verwacht.
Nadat Patrick Kats hart voor zich weet te winnen, gaan ze naar het schoolbal. Op het schoolbal komt Kats favoriete band, en ze wordt nog meer verliefd op Patrick, die intussen ook op haar verliefd is geworden. Dan komt Joey, die Patrick eraan herinnert dat hij hem heeft betaald om Kat mee uit te nemen zodat hij met Bianca uit kon. Kat hoort dat, en wordt enorm boos op Patrick. Ze stormt weg van het feest, maar niet voordat Bianca Joey heeft geslagen.
De volgende dag moet de klas van Kat en Patrick een gedicht voordragen wat ze hebben gemaakt. Kat gaat haar gedicht voordragen, het gedicht "10 things I hate about you". Dit gedicht gaat erover wat ze allemaal haat aan Patrick en het eindigt met het feit dat ze hem eigenlijk helemaal niet kan haten. Als de school uit is, loopt Kat naar haar auto, waar een gitaar in ligt. Patrick heeft hem voor Kat gekocht, om het goed te maken. De reden wat hij ervoor opgeeft is dat een of andere gast hem geld had gegeven om uit te gaan met een heel leuk meisje, maar dat hij het had verknald. Hij was namelijk verliefd geworden. De film eindigt met een liedje, I want you to want me, dat wordt gespeeld op het dak van de school door Kats favoriete band.

## Rolverdeling
| Acteur               | Personage                |
| -------------------- | ------------------------ |
| Hoofdrollen          |                          |
| Julia Stiles         | Katarina 'Kat' Stratford |
| Heath Ledger         | Patrick 'Pat' Verona     |
| Larisa Oleynik       | Bianca Stratford         |
| Joseph Gordon-Levitt | Cameron James            |
| David Krumholtz      | Michael Eckman           |
| Andrew Keegan        | Joey Donner              |
| Bijrollen            |                          |
| Susan May Pratt      | Mandella                 |
| Gabrielle Union      | Chastity                 |
| Larry Miller         | Dr. Walter Stratford     |
| Daryl Mitchell       | Mr. Morgan               |
| Allison Janney       | Ms. Perky                |
| David Leisure        | Mr. Chapin               |
| Greg Jackson         | Scruvy                   |
| Kyle Cease           | Bogie Lowenstien         |
| Terence Heuston      | Derek                    |

## Kats"10 dingen waarom ik je haat"
De Nederlandse vertalingen van de 10 dingen die Kat haat aan Pat (Patrick):
1. Ik haat de manier waarop je met me praat, en de manier waarop je je haar knipt.
2. Ik haat de manier waarop je in mijn auto rijdt.
3. Ik haat het wanneer je staart.
4. Ik haat je grote, domme laarzen en de manier waarop je mijn gedachten leest.
5. Ik haat je zo erg, ik word er ziek van, ik ga er zelfs van rijmen.
6. Ik haat het dat je altijd gelijk hebt.
7. Ik haat het als je liegt.
8. Ik haat het als je me laat lachen, nog erger als je me aan het huilen brengt.
9. Ik haat het als je niet in de buurt bent, en het feit dat je niet belde.
10. Maar ik haat het meeste de manier waarop ik je niet haat. Niet eens in de buurt daarvan, niet eens een klein beetje, maar juist helemaal niet.

De Engelstalige versie van de 10 dingen die Kat haat aan Pat (Patrick):
1. I hate the way you talk to me, and the way you cut your hair.
2. I hate the way you drive my car.
3. I hate it when you stare.
4. I hate your big dumb combat boots, and the way you read my mind.
5. I hate you so much it makes me sick; it even makes me rhyme.
6. I hate the way you're always right.
7. I hate it when you lie.
8. I hate it when you make me laugh, even worse when you make me cry.
9. I hate it when you're not around, and the fact that you didn't call.
10. But mostly I hate the way I don't hate you. Not even close, not even a little bit, not even at all.

## Prijzen en nominaties
De film won in 2000 twee prijzen en is zes keer genomineerd:

### Prijzen
- CFCA Award 2000: Veel belovende actrice: Julia Stiles
- MTV Movie Award 2000: Doorbraak vrouwelijke performance: Julia Stiles

### Nominaties
- MTV Movie Award 2000: Beste muzikale performance: Heath Ledger
- Artios 1999: Beste acteurs: Marcia Ross en Donna Morong
- Teen Choice Award 1999: Meest sexy liefdesscène: Julia Stiles en Heath Ledger
- YoungStar Award 1999: Beste performance van een jonge acteur in een komische film: Joseph Gordon-Levitt
- YoungStar Award 1999: Beste performance van een jonge actrice in een komische film: Larisa Oleynik
- YoungStar Award 1999: Beste performance van een jonge actrice in een komische film: Julia Stiles

## Trivia
- David Krumholtz eiste dat zijn personage zich moest interesseren in de liefde, omdat hij niet wilde dat het publiek zou denken dat zijn personage homoseksueel was. Dus werden Mandella en een subplot gecreëerd.
- Kat wordt in de film aangenomen op het Sarah Lawrence College; hier studeerde en slaagde Larisa Oleynik in 2004.
- Het gegeven van de oudere, ongenaakbare zuster die gekoppeld wordt door de vrijers van haar jongere zuster komt van The Taming of the Shrew (toneelstuk)